# Blazor
Blazor er et open-source web framework der tillader programmører at udvikle web applikationer ved brug af C# og HTML. Det udvikles af Microsoft.

## Reflist
1. ↑  Strahl, Rick (31. juli 2018). "Web Assembly and Blazor: Re-assembling the Web". Arkiveret fra originalen 2018-10-22. Hentet 2018-10-22.
2. ↑  Tomassetti, Federico (4. september 2018). "Blazor: .NET in the Browser". Arkiveret fra originalen 2018-10-22. Hentet 2018-10-22.
3. ↑  Stropek, Rainer (september 2018). "Learn Blazor". Arkiveret fra originalen 2018-10-22. Hentet 2018-10-22.
4. ↑  James, Mike (12. februar 2018). "Blazor .NET In The Browser". Hentet 2018-10-23.
5. ↑  "Web Development - C# in the Browser with Blazor". MSDN Magazine. september 2018. Arkiveret fra originalen 2018-10-22. Hentet 2018-10-22.
6. ↑  "Get started building .NET web apps that run in the browser with Blazor". ASP.NET Blog. 22. marts 2018. Hentet 2018-10-22.

| Software | Spire Denne artikel om software og programmering er en spire som bør udbygges. Du er velkommen til at hjælpe Wikipedia ved at udvide den. |